# Coeliccia schmidti
Coeliccia schmidti är en trollsländeart som beskrevs av Syoziro Asahina 1984. Coeliccia schmidti ingår i släktet Coeliccia och familjen flodflicksländor. IUCN kategoriserar arten globalt som otillräckligt studerad. Inga underarter finns listade i Catalogue of Life.